# Earthshaker
Earthshaker je čtvrtým studiovým albem české metal/crust´n rollové hudební skupiny Malignant Tumour, které vyšlo ve formátu CD a LP. Album bylo kritikou přijato poměrně nadprůměrně. Bylo nominováno na Anděla a cenu Břitva, přičemž nominaci na Anděla proměnilo. K albu byl natočen videoklip Earthshaker, který kritika ohodnotila jako videoklip roku a videoklip desetiletí.

## Seznam skladeb
- Superhuman Comeback
- Earthshaker
- Decibel Maniacs
- Death from Above
- Metal Artillery
- Speed Romancy
- Wheels and gear
- Eternaly alone
- Motörcrust
- Satan rise
- Top of the scum

## Produkce
- Andy Classen

## Sestava
- Bilos – zpěv, kytara
- Šimek – basa, doprovodný zpěv
- David – bicí
- Korál – kytara, doprovodný zpěv

## Hosté
- žádní hosté

## Ocenění/nominace
Ceny Anděl
| Rok  | Nominace          | Kategorie             | Výsledek |
| ---- | ----------------- | --------------------- | -------- |
| 2010 | Album Earthshaker | Hard&Heavy album roku | vítěz    |

Ceny Břitva
| Rok  | Nominace              | Kategorie            | Výsledek |
| ---- | --------------------- | -------------------- | -------- |
| 2010 | Album Earthshaker     | Album roku           | nominace |
| 2010 | Videoklip Earthshaker | Videoklip roku       | vítěz    |
| 2010 | Videoklip Earthshaker | Videoklip desetiletí | vítěz    |

## Vydání
Album vyšlo ve formátu CD, LP. První výlis vyšel u Slovenské firmy Metalage production v na jaře 2010 v nákladu 1500 ks CD a 1000 ks LP. Druhý výlis vyšel opět ve formátu CD a LP na jaře 2012 u Kanadské firmy Unrest records v nákladu 1000 ks CD a 1000 ks LP.